# 1687 en musique classique
| \| • Retour à la chronologie générale de la musique classique • \| |
| Grèce • Rome • Haut Moyen Âge • VIIIe siècle • IXe siècle • Xe siècle • XIe siècle XIIe siècle • XIIIe siècle • XIVe siècle • XVe siècle • XVIe siècle • XVIIe siècle XVIIIe siècle • XIXe siècle • XXe siècle • XXIe siècle |
| • Retour à la chronologie générale de la musique classique • |

| Années en musique classique : 1684 - 1685 - 1686 - 1687 - 1688 - 1689 - 1690    |
| Décennies en musique classique : 1650 - 1660 - 1670 - 1680 - 1690 - 1700 - 1710 |

## Événements
- Ode pour la Sainte-Cécile poème de John Dryden mis en musique par Purcell.
- Achille et Polixène, opéra commencé par Jean-Baptiste Lully et terminé par Pascal Collasse, livret de Campistron.

## Œuvres
- Eenige gezangen uit de opera van Bacchus, Ceres en Venus, airs d'opéra néerlandais de Johannes Schenck, publiés à Amsterdam.
- Livre de clavecin, d'Élisabeth Jacquet de la Guerre.
- Second livre de clavecin, de Nicolas Lebègue.
- La Descente d'Orphée aux enfers H 488 de Marc-Antoine Charpentier (date approximative)

## Naissances

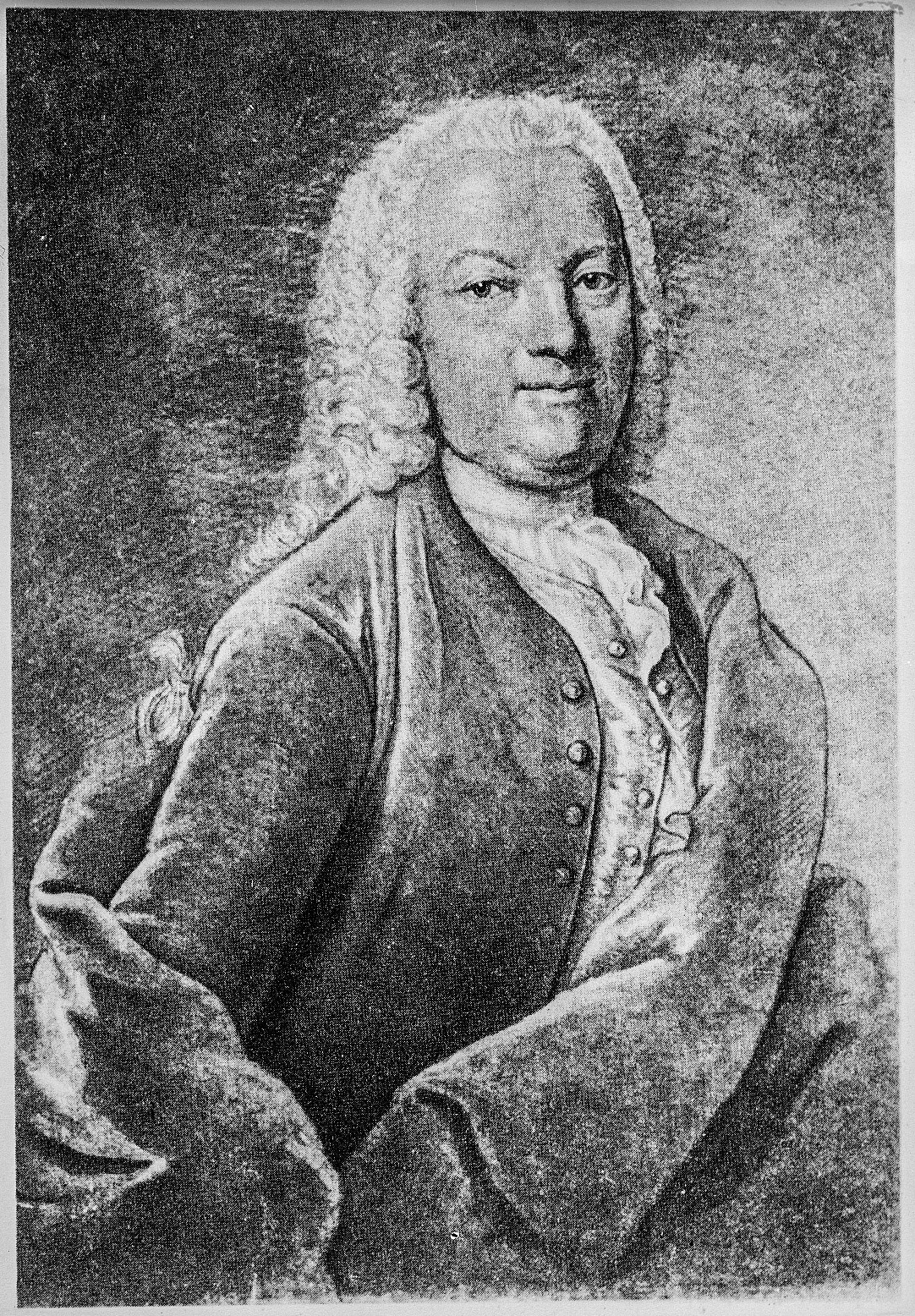
Johann Georg Pisendel

- 1er février : Johann Adam Birkenstock, compositeur et violoniste allemand († 26 février 1733).
- 30 mars : Johann Balthasar Christian Freislich, compositeur et organiste allemand († 17 avril 1764).
- 13 juin : Paolo Antonio Rolli, poète et librettiste d'opéra italien († 20 mars 1765).
- 26 août : Willem de Fesch, compositeur et violoniste néerlandais († 3 janvier 1761).
- 9 septembre : Jean-Baptiste-Maurice Quinault, acteur et compositeur français († 30 août 1745).
- 12 octobre : Sylvius Leopold Weiss, compositeur allemand († 15 octobre 1750).
- 23 novembre : Jean-Baptiste Senaillé, violoniste et compositeur français († 15 octobre 1730).
- 5 décembre : Francesco Geminiani, compositeur et violoniste italien († 17 septembre 1762).
- 26 décembre : Johann Georg Pisendel, compositeur allemand († 25 novembre 1755).

## Décès

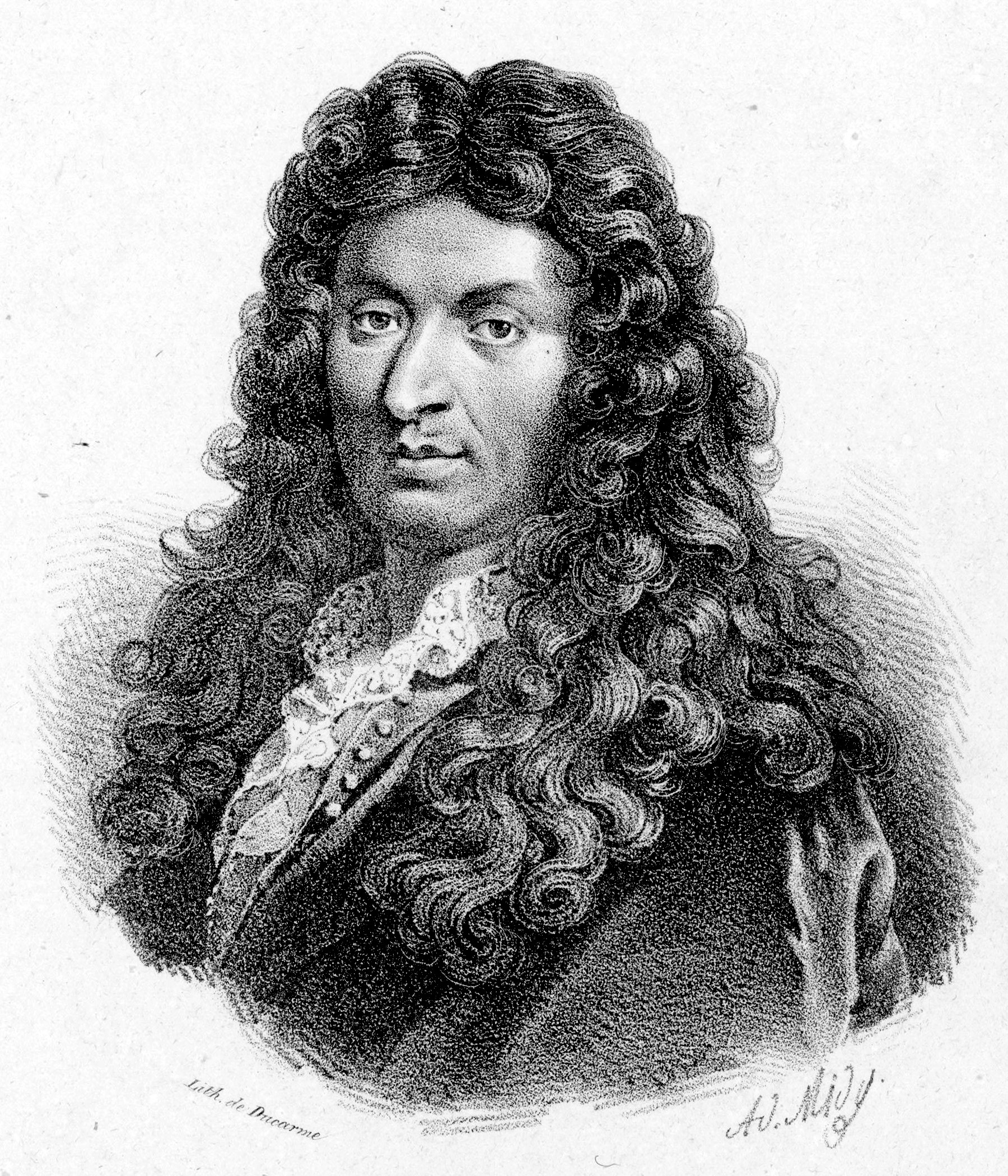
Jean-Baptiste Lully.

- 22 mars : Jean-Baptiste Lully, compositeur français d'origine italienne (° 28 novembre 1632).
- 5 décembre : Ercole Bernabei, compositeur italien (° 1622).